# Tarentola albertschwartzi
Tarentola albertschwartzi ist ein vermutlich ausgestorbener Riesengecko, der auf Jamaika endemisch war. Das Artepitheton ehrt den US-amerikanischen Zoologen Albert Schwartz (1923–1992).
Tarentola albertschwartzi ist nur vom Holotypus, einem Weibchen, bekannt, das erstmals 1884 während einer Jamaika-Ausstellung im Schottischen Nationalmuseum präsentiert wurde. Dieser Riesengecko war der größte Vertreter der Gattung Tarentola. Das Museumsexemplar hat eine Kopf-Rumpf-Länge von 137 mm und eine Schwanzlänge von 97 mm. Es besitzt einen regenerierten Schwanz. Nur die dritten und vierten Zehen sind bekrallt und jeweils der erste Zeh ist reduziert. Der Körper ist mit einigen Tuberkeln bedeckt, die stellenweise zu Reihen angeordnet und zum Teil deutlich gekielt sind. Der sehr kräftige Kopf zeigt eine breite Schläfenregion. Die Schnauze ist stumpf. 
Über die Lebensweise von Tarentola albertschwartzi ist nichts bekannt. Auch der Zeitpunkt und die Ursache des Aussterbens sind weitgehend unbekannt. Vermutlich haben Ratten, Mungos und andere Beutegreifer zur Ausrottung dieser Geckos beigetragen.